# Arroyo Negro, Misantla
Arroyo Negro är en ort i Mexiko.   Den ligger i kommunen Misantla och delstaten Veracruz, i den sydöstra delen av landet, 250 km öster om huvudstaden Mexico City. Arroyo Negro ligger 531 meter över havet och antalet invånare är 149.
Terrängen runt Arroyo Negro är huvudsakligen kuperad, men söderut är den bergig. Terrängen runt Arroyo Negro sluttar norrut. Runt Arroyo Negro är det ganska tätbefolkat, med 166 invånare per kvadratkilometer. Närmaste större samhälle är Misantla, 4,9 km nordväst om Arroyo Negro. Omgivningarna runt Arroyo Negro är en mosaik av jordbruksmark och naturlig växtlighet.